# Europsko prvenstvo u vaterpolu – Bonn 1989.
Vaterpolsko EP 1989. devetnaesto je izdanje ovog natjecanja. Održano je u Bonnu u Njemačkoj od 13. do 20. kolovoza.

## Konačni poredak
| Mj. | Država           |
| --- | ---------------- |
| 1.  | Njemačka         |
| 2.  | Jugoslavija      |
| 3.  | Italija          |
| 4.  | SSSR             |
| 5.  | Rumunjska        |
| 6.  | Španjolska       |
| 7.  | Čehoslovačka     |
| 8.  | Nizozemska       |
| 9.  | Njemačka         |
| 10. | Bugarska         |
| 11. | Grčka            |
| 12. | Francuska        |
| 13. | Poljska          |
| 14. | Austrija         |
| 15. | Velika Britanija |
| 16. | Švedska          |

| Pobjednici            |
| --------------------- |
| Njemačka Drugi naslov |